# Hougong (sockenhuvudort i Kina, Shanxi Sheng, lat 35,36, long 111,40)
Hougong är en sockenhuvudort i Kina. Den ligger i provinsen Shanxi, i den norra delen av landet, omkring 300 kilometer söder om provinshuvudstaden Taiyuan. Antalet invånare är 18 425. Befolkningen består av 8 913 kvinnor och 9 512 män. Barn under 15 år utgör 17,0 %, vuxna 15-64 år 74 %, och äldre över 65 år 8,0 %.
Runt Hougong är det tätbefolkat, med 319 invånare per kvadratkilometer. Närmaste större samhälle är Nanjie, 11,2 km nordväst om Hougong. Trakten runt Hougong består till största delen av jordbruksmark.
Genomsnittlig årsnederbörd är 639 millimeter. Den regnigaste månaden är juli, med i genomsnitt 166 mm nederbörd, och den torraste är december, med 2 mm nederbörd.